# Top Secret (film)
Pour les articles homonymes, voir Top secret.
Pour plus de détails, voir Fiche technique et Distribution.
Top Secret (The Tamarind Seed) est un film d'espionnage américano-britannique de Blake Edwards, sorti en 1974.
Le film est basé sur la nouvelle The Tamarind Seed (1971) d'Evelyn Anthony.

## Synopsis
Secrétaire d'un important haut fonctionnaire du ministère de l'Intérieur britannique, Judith Farrow tombe amoureuse d'un Russe séduisant, Feodor Sverdlov, rencontré au cours de vacances dans les Caraïbes. Leur amour a-t-il un avenir dans le climat de la guerre froide ? D'ailleurs, n'est-elle pas une illusion de Judith, étant donné que Feodor, officiellement attaché militaire à Paris, est un agent des services secrets soviétiques ?
La progression de leur relation, qui reste longtemps platonique, est surveillée et manipulée par les services de leurs pays respectifs. Cela aboutit à l'exfiltration de Feodor et à l'identification d'une taupe (« Bleu ») parmi les diplomates britanniques en poste à Paris.
L'osmose entre Judith et Feodor est symbolisée par la graine de tamarinier qui représenterait la tête d'un esclave, selon une légende.

## Fiche technique
- Titre original : The Tamarind Seed
- Titre français : Top Secret
- Réalisation et Scénario : Blake Edwards (d'après le roman éponyme d'Evelyn Anthony)
- Musique : John Barry
- Directeur de la photographie : Freddie Young
- Maquillage : Tom Smith
- Durée : 119 min
- Pays de production :  Royaume-Uni /  États-Unis
- Langue : anglais, russe
- Format : Couleurs (Eastmancolor) -  2,35:1 - Son mono
- Classification :  Royaume-Uni : A (première classification), PG ;  Canada : PG
- Date de sortie :
  - États-Unis : (New York) : 11 juillet 1974
  - France : 7 avril 1976

## Distribution
- Julie Andrews (VF : Perrette Pradier) : Judith Farrow, veuve, ex-maîtresse de Richard Paterson
- Omar Sharif (VF : Jacques Thébault) : Feodor Sverdlov, colonel, attaché militaire à l'ambassade soviétique à Paris
- Anthony Quayle (VF : Georges Riquier) : Jack Loder, responsable du MI6 en poste à l'ambassade britannique à Paris
- Bryan Marshall (VF : Pierre Hatet) : George MacLeod, officier du MI6 en poste à Paris
- Oskar Homolka (VF : Jean Martinelli) : général Golitsyne, supérieur de Feodor Sverdlov à l'ambassade
- George Mikell (VF : Claude Joseph) : major Stukalov, agent soviétique
- Dan O'Herlihy (VF : Roland Ménard) : Fergus Stephenson, membre de l'ambassade de Grande-Bretagne à Paris
- Sylvia Syms (VF : Claire Guibert) : Margaret Stephenson, son épouse, maîtresse de George MacLeod
- David Baron (VF : Jean-Louis Maury) : Richard Paterson, attaché naval à l'ambassade britannique à Paris
- Celia Bannerman (VF : Nicole Favart) : Rachel Paterson, son épouse
- Kate O'Mara (VF : Monique Thierry) : Anna Skriabina
- Roger Dann (VF : Michel Gudin) : colonel Moreau
- Sharon Duce (VF : Béatrice Delfe) : Sandy Mitchell
- Constantine Gregory (en) : Dimitri Memenov